# Tyler Zeller
Tyler Paul Zeller (* 17. Januar 1990 in Visalia, Kalifornien) ist ein US-amerikanischer Basketballspieler, der zuletzt bei den San Antonio Spurs unter Vertrag stand.

## College-Karriere
Er verbrachte vier Jahre an der UNC, wo er sich in seinem Sophomore-Jahr als Starter etablieren konnte. In seinem Senior-Jahr wurde er zum Spieler des Jahres in seiner Conference gewählt. Aufgrund dieser und weiterer Auszeichnungen kann sein Trikot mit dem Ende seiner Collegezeit unter dem Hallendach des Dean Smith Centers gehängt werden. Während seiner Collegezeit erzielte er durchschnittlich 12,8 Punkte, 6,7 Rebounds, 0,6 Assists, 0,7 Steals und 1,1 Blocks. Nach der Saison 2011/12 meldete er sich für den NBA-Draft 2012 an.

## NBA
In der Draft wurde er an 17. Stelle von den Dallas Mavericks ausgewählt und noch am selben Abend nach Cleveland transferiert. Zeller startete zunächst von der Bank. Nach der Verletzung des startenden Centers Anderson Varejao, rückte Zeller in die Startformation auf. Er startete in 55 von 77 Spielen und erzielte dabei 7,9 Punkte und 5,7 Rebounds pro Spiel. Nach der Saison wurde er ins All NBA-Rookie Second Team berufen. In seinem zweiten Jahr erhielt Zeller, durch die Rückkehr von Varejao, weniger Spielzeit und startete nur in 9 von 70 Spielen. Zum Saisonende wurde er zu den Boston Celtics transferiert. Im Juli 2017 gab der Verein bekannt, dass sie sich zum Ende der Spielzeit 2016/2017 von Zeller trennen.

## Sonstiges
Zeller hat zwei Brüder, die ebenfalls Basketballer sind. Sein älterer Bruder Luke Zeller spielte 2013 für die Phoenix Suns. Sein jüngerer Bruder Cody Zeller wurde bei der NBA-Draft 2013 von den Charlotte Bobcats an 4. Stelle ausgewählt.